# Präsidentschaftswahl in den Vereinigten Staaten 1820
Die 9. Wahl des Präsidenten der Vereinigten Staaten fand 1820 statt. Der amtierende Präsident James Monroe gewann hochüberlegen und erhielt fast alle Stimmen im Electoral College. Lediglich William Plumer, Wahlmann aus New Hampshire, wählte nicht Monroe, sondern den amtierenden Außenminister John Quincy Adams, der gar nicht kandidiert hatte. Ob Plumer damit gewährleisten wollte, dass George Washington der einzige ohne Gegenstimme gewählte Präsident bleibt (1789 und 1792), oder er seinen Freund Adams, der vier Jahre später zum Präsidenten gewählt wurde, schon einmal einer breiteren Öffentlichkeit bekannt machen wollte, blieb Gegenstand von Spekulationen.

## Kandidaten
Präsidentschaftskandidaten

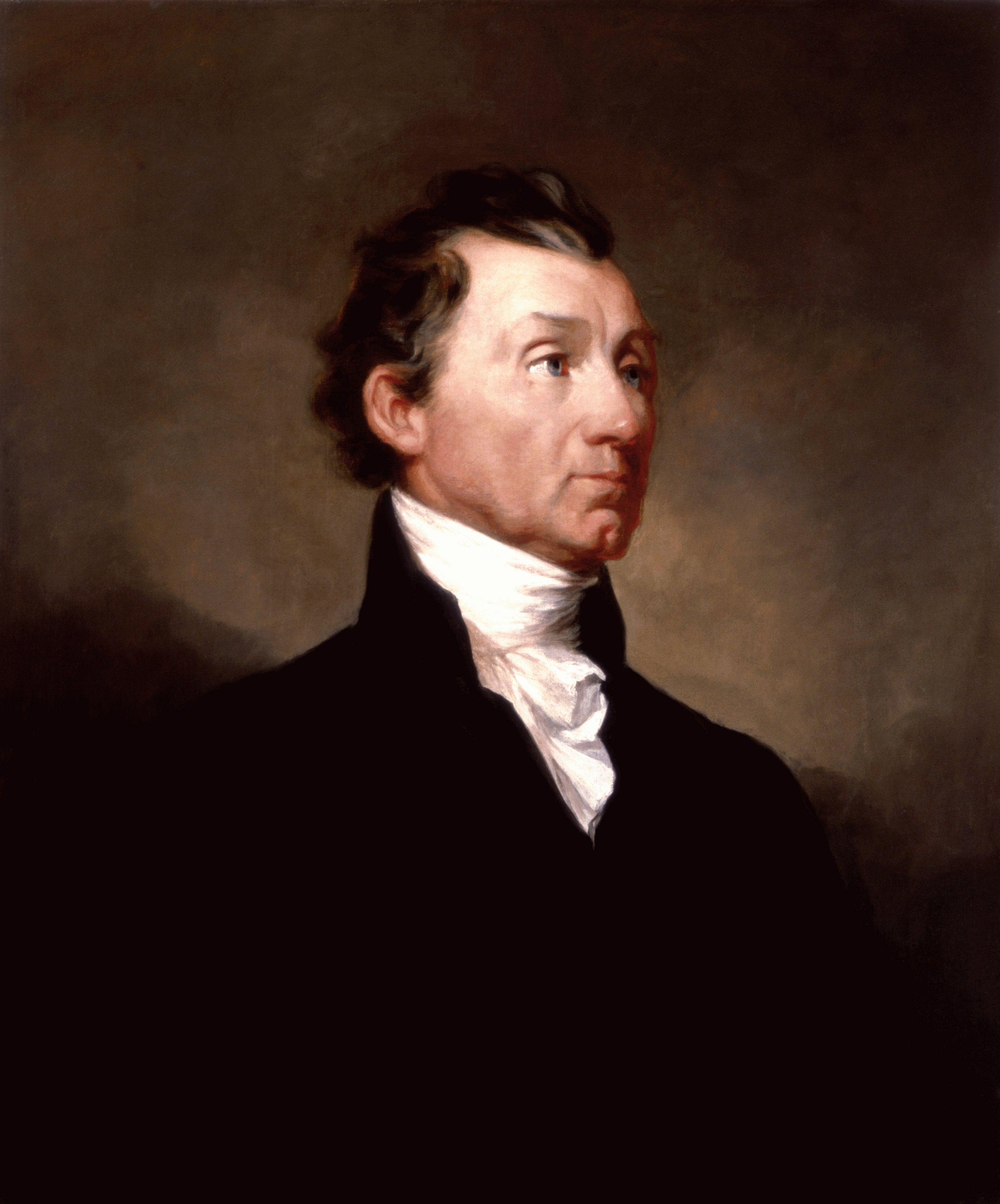
James Monroe

- James Monroe, amtierender Präsident der Vereinigten Staaten, aus Virginia

Vize-Präsidentschaftskandidaten

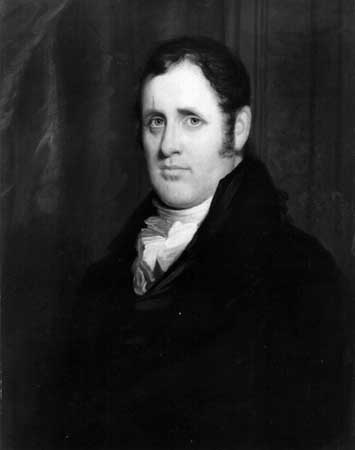
Daniel D. Tompkins

- Daniel D. Tompkins, amtierender Vizepräsident

Die Demokratisch-Republikanische Partei nominierte per Caucus den schon amtierenden Präsidenten James Monroe. Als Vizepräsident wurde Daniel D. Tompkins vorgeschlagen, der ebenfalls schon im Amt war. Die schwindende Föderalistische Partei stellte keinen Bewerber mehr für die Präsidentschaft auf; mit Richard Stockton trat lediglich ein Bewerber für das Amt des Vizepräsidenten an, der im Electoral College acht Stimmen erhielt.
Die Wahl fand ohne einen vorangegangenen ernstzunehmenden Wahlkampf statt.

## Ergebnis
| Kandidat          | Partei           | Partei           | Stimmen | Stimmen | Wahlmänner |
| Kandidat          | Partei           | Partei           | Anzahl  | Prozent | Wahlmänner |
| ----------------- | ---------------- | ---------------- | ------- | ------- | ---------- |
| James Monroe      |                  | Dem.-Rep. Partei | 87.343  | 80,6 %  | 231        |
| John Quincy Adams | Dem.-Rep. Partei | —                | —       | 1       |            |
| Andere            |                  | —                | 17.465  | 16,1 %  | —          |

## Hintergrund
Die vorangegangenen vier Jahre fielen mit dem Beginn der sogenannten Era of Good Feelings zusammen. Internationale Spannungen waren nach dem Ende der Napoleonischen Kriege (1792–1815) und des Britisch-Amerikanischen Kriegs (1812–1815) kaum messbar. Die Bundesregierung bestand nur noch aus Mitgliedern einer Partei, da die Föderalisten als nationale Partei zusammengebrochen waren und noch keine neue Opposition entstanden war, die diesen Platz füllte. Die Vereinigten Staaten hatten sich in den vorangegangenen vier Jahren erneut ausgedehnt. Das Florida-Territorium war 1819 von Spanien gekauft worden und fünf neue Staaten waren zur Union dazugestoßen: Mississippi (1817), Illinois (1818), Alabama (1819), Missouri und Maine (1820).